# Bobby Dall
Bobby Dall, pseudonimo di Robert Harry Kuykendall (Harrisburg, 2 novembre 1958), è un bassista statunitense, noto come membro dei Poison.

## Biografia
Dall è il più giovane di tre figli. Assieme alla famiglia si spostò in Florida per breve tempo, per poi tornare ad Harrisburg, la città dove era nato. Bobby aveva l'ambizione di laurearsi in legge, ma iniziò sin da ragazzo ad interessarsi alla musica. Cominciò così a suonare la chitarra, per poi passare al basso all'età di 15 anni, lo strumento con cui conquisterà il successo.
Nel 1983 fonda i Poison con Bret Michaels (voce), Matt Smith (chitarra) e Rikki Rockett (batteria). La band risiedeva a Mechanicsburg, una cittadina non molto distante da Harrisburg, in Pennsylvania. I quattro si spostarono a Los Angeles, California e il chitarrista Smith, che stava per avere un figlio, dovette presto ritirarsi e tornare in Pennsylvania. Egli venne sostituito da C.C. DeVille.
La band conquistò un grande successo tra la seconda metà degli anni ottanta e l'inizio dei novanta entrando nella storia del movimento hair metal.

## Vita privata
Dall ha sposato la sua fidanzata Michelle "Mishy" nel 1989 e dal loro matrimonio sono nati due figli: Zachary Brandon (16 dicembre 1990) e Zoë Brianne (9 gennaio 1997). La coppia ha divorziato nel 2000. Attualmente il bassista vive in Florida.

## Strumentazione
Bobby Dall, come molti bassisti heavy metal anni ottanta, ha usato molto spesso bassi B.C. Rich, in particolar modo l'Ironbird e il Warlock.
Dagli anni '90 in poi si è tuttavia legato permanentemente ai bassi Yamaha, in special modo serie BB, che da qualche anno, in occasione dei tour della band, fornisce a Bobby modelli custom dalle caratteristiche finiture glitterate.  

## Discografia

### Con i Poison
Album in studio
- 1986 – Look What the Cat Dragged In
- 1988 – Open Up and Say...Ahh!
- 1990 – Flesh & Blood
- 1993 – Native Tongue
- 2000 – Crack a Smile...and More!
- 2000 – Power to the People
- 2002 – Hollyweird
- 2007 – Poison'd!

Album dal vivo
- 1991 – Swallow This Live
- 2006 – Seven Days Live
- 2008 – Live, Raw & Uncut

Raccolte
- 1996 – Poison's Greatest Hits: 1986-1996
- 2003 – Best of Ballads & Blues
- 2006 – The Best of Poison: 20 Years of Rock
- 2011 – Double Dose: Ultimate Hits